# Utricularia inthanonensis
Utricularia inthanonensis är en tätörtsväxtart som beskrevs av Piyakaset Suksathan och J.Parn.. Utricularia inthanonensis ingår i släktet bläddror, och familjen tätörtsväxter. Inga underarter finns listade i Catalogue of Life.